# Кашуево
Кашу́ево — деревня в Кувшиновском районе Тверской области, в составе Большекузнечковского сельского поселения.
Расположена в 11 км к северо-востоку от районного центра Кувшиново, ближайшие деревни: Ульяново (1 км), Ново и Большое Кузнечково, все эти 3 деревни на автодороге «Кувшиново—Кунино».
Население по переписи 2002 года — 11 человек, 5 мужчин, 6 женщин.
На август 2010 года в деревне Кашуево постоянно проживают 3 человека. На летний период приезжают из различных регионов РФ до 10-ти отдыхающих в принадлежащие им на праве собственности дома. Из-за постоянных выпиловок леса большие урожаи земляники, малины, по сопкам орехи. Из боровой дичи рябчик, тетерев, глухарь; из болотной — вальдшнеп, бекас. Повсеместно встречается коростель, изредка — перепел. Из сельхоз культур приживаются практически все виды. В настоящее время сельхоз работы в деревне не проводятся, сельскохозяйственные животные не выращиваются.

## История
Во второй половине XIX — начале XX века деревня Кашуево входила в Бараньегорскую волость Новоторжского уезда Тверской губернии. В 1884 году — 43 двора, 222 жителя
В 1940 году Кашуево в составе Новского сельсовета Каменского района Калининской области.
В 1997 году — 7 хозяйств, 10 жителей.